# Кампо-ди-Тренс
Кампо ди Тренс (Фрайенфельд, итал. Campo di Trens, нем. Freienfeld) — коммуна в Италии, располагается в регионе Трентино-Альто-Адидже, подчиняется административному центру Больцано.
Население составляет 2460 человек (2001), плотность населения составляет 26 чел./км². Занимает площадь 95 км². Почтовый индекс — 39040. Телефонный код — 0472.
Покровителями коммуны почитаются святые апостолы Пётр и Павел, празднование 29 июня.